# 田辺西バイパス
田辺西バイパス（たなべにしバイパス）は、和歌山県田辺市稲成町（いなりちょう）から田辺市芳養町（はやちょう）に至る、総延長 3.8kmの国道42号バイパスである。
中央分離帯を備えた道路である。

## 概要
- 起点 : 和歌山県田辺市稲成町
- 終点 : 和歌山県田辺市芳養町大屋
- 総延長 : 3.8km
- 構造規格 : 第3種第2級
- 車線数 : 4車線 （一部 暫定2車線）
- 設計速度 : 60km/h

## 沿革
- 1993年（平成5年）度〜1995年（平成7年）度 : 調査開始。
- 1996年（平成8年）11月29日 : 都市計画 決定。
- 1997年（平成9年）度 : 事業化。
- 2002年（平成14年）度 : 用地着手。
- 2007年（平成19年）11月11日 : 稲成ランプ - 田辺市稲成町稲成（阪和自動車道 南紀田辺IC）間 (0.6km) 開通（4車線）。
- 2014年（平成26年）3月15日 : 田辺市稲成町稲成（阪和自動車道 南紀田辺IC） - 同市芳養町清地路 間 (1.6km) 開通（暫定2車線）[1]
- 2022年（令和4年）3月20日 : 田辺市芳養町清地路 - 同市芳養町大屋 間 (1.6km) 開通により全線開通（暫定2車線）[2]。

## 接続する道路
- 国道42号 田辺バイパス（直結） （起点）
- 和歌山県道208号秋津川田辺線
- E42 阪和自動車道・紀勢自動車道 南紀田辺IC
- 和歌山県道199号芳養清川線
- 国道42号（直結） （終点）